# Hodinový manžel
Hodinový manžel je druh služby pro domácnost. Služba nabízí všestranné řemeslníky, kteří ovládají základní práce týkající se fungování domácnosti či zahrady. Tyto osoby jsou schopny opravit zásuvku, světlo, zvonek, pomohou s montáží nábytku, vymalují menší prostory, naštípou dřevo, dovezou nákup a podobně.
Služba hodinového manžela se v České republice rozšířila zejména po roce 2010 a stala se běžně poptávanou službou pro domácnosti. Hodinoví manželé nabízejí široké spektrum činností, od drobných oprav a údržby až po montáž nábytku či instalaci spotřebičů. Ceny za jejich služby se liší v závislosti na regionu a povaze práce, přičemž v Praze bývají obvykle vyšší. Kvalita práce a spolehlivost jednotlivých poskytovatelů se může značně lišit, proto je doporučeno ověřit si reference a recenze před objednáním služeb.

## Právní otázky
Obecně platí, že ve Spojených státech je málo právních problémů, pokud neplacený majitel domu pracuje na projektu ve svém vlastním domě, s několika výjimkami. Některé jurisdikce vyžadují, aby placení domácí kutilové měli licenci a/nebo byli pojištěni. Například v New Jersey musí být všichni domácí kutilové, kteří pracují v ziskových podnicích poskytujících služby rezidenčním a komerčním zákazníkům, registrováni a pojištěni. Domácím kutilům je často zakázáno provádět rozsáhlé instalatérské práce, elektroinstalace nebo práce na plynovém vedení z důvodu bezpečnosti, a úřady někdy vyžadují, aby pracovníci měli licenci v konkrétních oborech. Nicméně drobné instalatérské práce, jako je oprava vodovodních kohoutků, připojování dřezů, oprava netěsností nebo instalace nových praček, jsou obvykle povoleny bez licence. Mnoho domácích kutilů je pojištěno prostřednictvím pojištění odpovědnosti za škodu na majetku, takže případné škody způsobené nedbalostí nebo nehodou jsou kryty.
V jiných zemích se předpisy, požadavky na licencování a povolený rozsah prací domácích kutilů mohou výrazně lišit. V mnoha evropských zemích, například, obory jako elektroinstalace, instalatérství a plynové práce vyžadují odbornou kvalifikaci a dodržování přísných bezpečnostních standardů. Ve Spojeném království musí jednotlivci nebo firmy často vlastnit specifické certifikace – například registraci Gas Safe pro práci s plynem – aby mohli legálně provádět určité domácí úkoly. Podobně v Austrálii státní a teritoriální zákony obecně vyžadují licencované odborníky pro specializované práce, ačkoli nelicencovaní domácí kutilové mohou legálně provádět drobné opravy, malování a základní údržbu, pokud nepřekročí určité finanční limity nebo nezasáhnou do regulovaných oborů.
Země v Asii, Latinské Americe a Africe také vykazují rozmanité regulační prostředí. V některých regionech jsou formální licenční systémy pro domácí kutily méně běžné a většina prací může být prováděna neformálně. Naopak městská centra v zemích jako Singapur nebo Japonsko mají přísnější regulační rámce, které vyžadují přísnější kvalifikace, pojištění a registraci pro profesionály údržby nemovitostí. Tyto rozdíly zdůrazňují důležitost pochopení místních pravidel, bezpečnostních předpisů a požadavků na pojištění před tím, než si najmete domácího kutila v jakékoli jurisdikci.